# Компрес
Компре́с — це багатошарова пов'язка, змочена рідиною (наприклад, водою або лікувальним розчином) чи речовиною (наприклад, паста Лассара), яку накладають на хвору чи ушкоджену ділянку для лікування. Є різновидом відтяжної, відволікальної терапії залежно від ґатунку компресу.

## Різновиди
За площею охоплення тіла: загальні та місцеві
Місцеві:
- зігрівальні
- холодні
- гарячі
- медикаментозні

### Загальний
До загальних компресів відносять загальне вологе укутування.

### Зігрівальний
Компреси застосовують для розсмоктування місцевих запальних процесів на шкірі, підшкірній жировій клітковині й тканинах, що розташовані нижче.
Зігрівальний компрес викликає приплив крові до вогнища запалення, що сприяє розсмоктуванню інфільтрату та усуненню набряку. Такий компрес складається з трьох шарів. Перший — із тканини в декілька шарів, змоченої водою кімнатної температури. Тканину віджимають і прикладають до шкіри. Зверху (другий шар) кладуть клейонку, вощений папір або целофан, що на 2—3 см відступає від краю вологої тканини. Далі кладуть товстий шар вати ще більшого розміру. Всі шари щільно прикріпляють до тіла кількома оборотами бинта, укутують хустиною чи шарфом. Обов'язковий контроль за самопочуттям та суб'єктивними відчуттями пацієнта, особливо в ділянці накладання компресу.
Через 6—8 годин компрес змінюють сухою теплою пов'язкою або протирають шкіру спиртом для запобігання мацерації. Окрім води, розчинами для компресу можуть бути горілка, розбавлений 50 % етиловий спирт, одеколон, слабкий розчин оцту (1 чайна ложка на 500 мл води), камфорна олія.[джерело?]

### Гарячий
Гарячий компрес роблять із тканини, складеної в кілька шарів і змоченої гарячою водою (50—60о С), поверх якої накладають клейонку та накривають вовняною тканиною. Кожні 5—10 хвилин компрес міняють. Гарячі компреси застосовують для зігрівання при міозитах, радикулітах. Різновидом гарячого компресу є припарки. При припарках використовують грілку або мішечок, наповнений лляними зернами (висівками, ромашкою), попередньо провареними чи розпареними. Мішечок віджимають, остуджують (щоб не обпекти шкіру), накладають на шкіру, зверху накривають клейонкою та теплою тканиною (ватою), закріплюють бинтом. Гарячий компрес чинить розсмоктувальну й знеболювальну дію на вогнище запалення.

### Холодний
Холодні компреси (примочки) накладають при забитті, гарячці (на голову), травмах, кровотечах, гострих запальних процесах на шкірі з ерозіями й мокнуттям. Для цього беруть клаптик тканини, складений у кілька шарів, змочують у холодній (краще з льодом) воді, віджимають і прикладають на потрібне місце. Кожні 2—3 хвилини впродовж години компрес змінюють на новий. Іноді до води додають свинцеву воду, оцет, рідину Бурова (2 столові ложки на 500 мл води). Для лікувальних примочок використовують розчин борної кислоти, фурациліну (1:1000).

#### Медикаментозний

##### Гірчичний
Гірчичний компрес є різновидом зігрівального. Застосовується при запальних захворюваннях суглобів, після травм, забитих місць (з другого — третього дня), інфільтратах після лікарських ін'єкцій, обмежених гострих і хронічних больових синдромах, запальних процесах зіву та гортані, гострих тромбофлебітах кінцівок.

##### Протинабряковий
Застосовується при запальних захворюваннях з вираженим зовнішнім набряком, після травм, забитих місць. Основною речовиною є лікувальні форми для нашкірного застосування з вираженим гіперосмолярним ефектом.